# アラパホー高校銃乱射事件
アラパホー高校銃乱射事件（アラパホーこうこうじゅうらんしゃじけん、Arapahoe High School shooting）は、2013年12月13日、アメリカ合衆国・コロラド州センテニアルのアラパホーハイスクールで発生した銃乱射事件。

## 概要
2013年12月13日、アラパホー高校の18歳の男子生徒カール・アルヴァーソン・ピアソンがショットガンと火炎瓶を持って自らの高校に乗り込み、銃を乱射。至近距離にいた17歳の女生徒の頭部を銃撃し、彼女は8日後に死亡した。警察は当初さらにもう一人の女生徒が負傷したと発表したが、この生徒は服に血糊が付いただけで無傷だったことが判明した。他に負傷者は出なかったものの、一部の生徒がパニック障害に陥り治療を受けた。
ピアソンは学校内に放火した後に自殺した。乱射直前には、所属していたクラブ（ディベート）の顧問を探しており、学校生活やクラブ活動への不満から犯行に及んだものとされている。その顧問は、見つかる前に高校から脱出しており無事。通報を受けた警察は校内から多くの生徒を避難させたが、事件の全体像や犯人が把握できていない状況下でもあり、生徒全員がホールドアップ状態のまま校庭を移動するという光景がテレビ映像として報道された。

## 過去に周辺で発生した銃乱射事件
アラパホー高校の場所は、2012年に発生したオーロラ銃乱射事件（映画館内の銃乱射事件）の現場から数キロ、1999年に発生したコロンバイン高校銃乱射事件の現場から16kmの距離である。